# 桃山駅
桃山駅（ももやまえき）は、京都府京都市伏見区桃山町鍋島にある、西日本旅客鉄道（JR西日本）奈良線の駅である。駅番号はJR-D05。
伏見桃山陵、伏見城のある桃山丘陵の南西部に位置し、大手筋通に接する。

## 歴史
奈良鉄道の手で開業した当初、当駅から京都駅までは伏見駅経由のルートであったが、1921年の東海道本線の馬場駅（現・膳所駅） - 京都駅間のルート変更に合わせ、同線旧ルートの稲荷駅 - 京都駅間を編入した現在のルートに切り替えられた。なお、旧線の当駅 - 伏見駅間はしばらく貨物線として存続していた。
もともと伏見駅 - 木幡駅間に駅を設ける予定はなかったが、当時、近くに西本願寺の三夜荘という別荘があり、ここからの風景を愛した大谷光尊法主の強い要望と主張により、「桃山」という名称の駅を作ることになった。駅の設置に関して奈良鉄道から寄付が求められたため、伏見町、堀内村、大谷光尊法主がそれぞれ500円ずつ寄付した。「寄付でできた駅であるので、駅名は地元で決めて欲しい」ということになり、地元は地元の村名をとって「堀内」を希望したが、大谷光尊法主が強く「桃山」を主張したことから桃山駅となった。
1912年（明治45年）7月30日に明治天皇が崩御。伏見桃山が陵墓地に選定され、桃山駅は大葬列車を迎えるため、急いで拡張と整備の工事がなされ、現在の3番線の北側にあたる御陵側に新たに大喪列車の柩が下車する仮停車場ホームと駅前広場が整備された。
昭和になり、昭和天皇即位大礼のための拡張工事が竣工。大喪列車の仮停車場跡に御陵参拝用の改札口が設置されお召し列車が運転された。駅から御陵参拝口まで敷地は広がり、現在のホームから2本の跨線橋があり、その向こうの高台に多くの改札口が並んでいた。改札の前は玉砂利を敷き詰めた広場で、その向こう側に明治天皇や乃木将軍に関するものを扱う土産物屋が並び、日の丸も林立していた。この改札は「御陵口」と呼ばれ、1928年（昭和3年）から1951年（昭和26年）まで使用された。
その後の日本の軍国化の動きと連動して「明治天皇桃山御陵参拝」が日本中で行われるようになり、桃山駅は整備拡大を続け、駅舎は改築されて貴賓室が設けられ、桃山駅長は「指定職」という京都駅なみの地位に格上げされた。1932年（昭和7年）の1月の桃山御陵参拝人数は約15万人、この年10万を超えた月は6ヶ月もあり、桃山駅の1日乗降客が8万人といわれた日もあった。
第二次世界大戦後は駅は活気を失い参道の商店街も消え、御陵口は廃止され皇室用の線路とホームは貨物用側線に転用された。駅から御陵参拝口まで広がっていた参道は御陵の森と呼ばれる現在の姿になり、御陵の森の中には当時の建物跡を見つけることができる。現在、駅の北東側の線路に面した一戸建て群と保育園に当たる部分が御陵口駅舎と駅前広場の跡地である。貨物の取り扱い廃止後も駅北側の住宅街の工事が開始されるまでは、元の大喪列車と皇室用のプラットホームの一部が残っていた。

### 年表
- 1895年（明治28年）11月3日：奈良鉄道の伏見駅 - 当駅間延伸に伴い、その終着駅として開業[1]。
- 1896年（明治29年）1月25日：当駅から玉水駅まで延伸[4]。途中駅となる。
- 1905年（明治38年）2月7日：合併により関西鉄道の駅となる[注 2]。
- 1907年（明治40年）10月1日：関西鉄道が国有化[1]。官営鉄道の駅となる。
- 1909年（明治42年）10月12日：線路名称制定。奈良線の所属となる[4]。
- 1912年（大正元年）9月14日：青山仮停車場から当駅まで明治天皇大喪列車運転。大喪列車(7両編成)到着用のやや弧形のホーム新設などの拡張工事が行われた[注 3]。
- 1921年（大正10年）3月20日：東海道本線馬場駅（→膳所駅）- 京都駅間新線開業により、東海道本線旧線のうち、稲荷駅 - 京都駅間が奈良線に移管。これに伴い当駅 - 稲荷駅間に奈良線の新線を開業。旧線は、当駅から伏見駅までの区間を貨物支線とする[5]。
- 1928年（昭和3年）
  - 9月3日：当駅から伏見駅までの貨物支線が廃止[1]。
  - 10月3日：昭和天皇即位大礼お召し列車運転のための拡張工事が竣工[6][注 4]。
  - 11月25日：昭和天皇即位大礼お召し列車が京都駅 - 当駅で運転。御陵道口が設置される[6]。
- 1935年（昭和10年）11月：駅舎改築[6]。
- 1951年（昭和26年）：御陵口を廃止。元の皇室用ホームは貨物用側線に転用。
- 1984年（昭和59年）
  - 2月1日：貨物の取り扱いを廃止[1]。
  - 10月20日：駅員無配置駅となる[7]。
- 1987年（昭和62年）4月1日：国鉄分割民営化により、西日本旅客鉄道（JR西日本）の駅となる[1]。
- 1998年（平成10年）9月7日：自動改札機を設置し、供用開始[8]。
- 2003年（平成15年）11月1日：「ICOCA」の利用が可能となる[9]。
- 2017年（平成29年）4月23日：バリアフリー化工事開始に伴い[10]、桃山駅構内の2番のりばが使用を停止、2面3線から2面2線になる。
- 2018年（平成30年）3月17日：駅ナンバリングが導入され、使用を開始[11]。
- 2019年（平成31年）4月14日：2番のりばのリニューアル工事が完了、使用を再開。3番のりばが使用停止となる。
- 2020年（令和2年）3月20日：屋根付きの新跨線橋とエレベーターが使用開始。
- 2023年（令和5年）2月26日：当駅を含む六地蔵駅 - JR藤森駅間が複線化[12]。

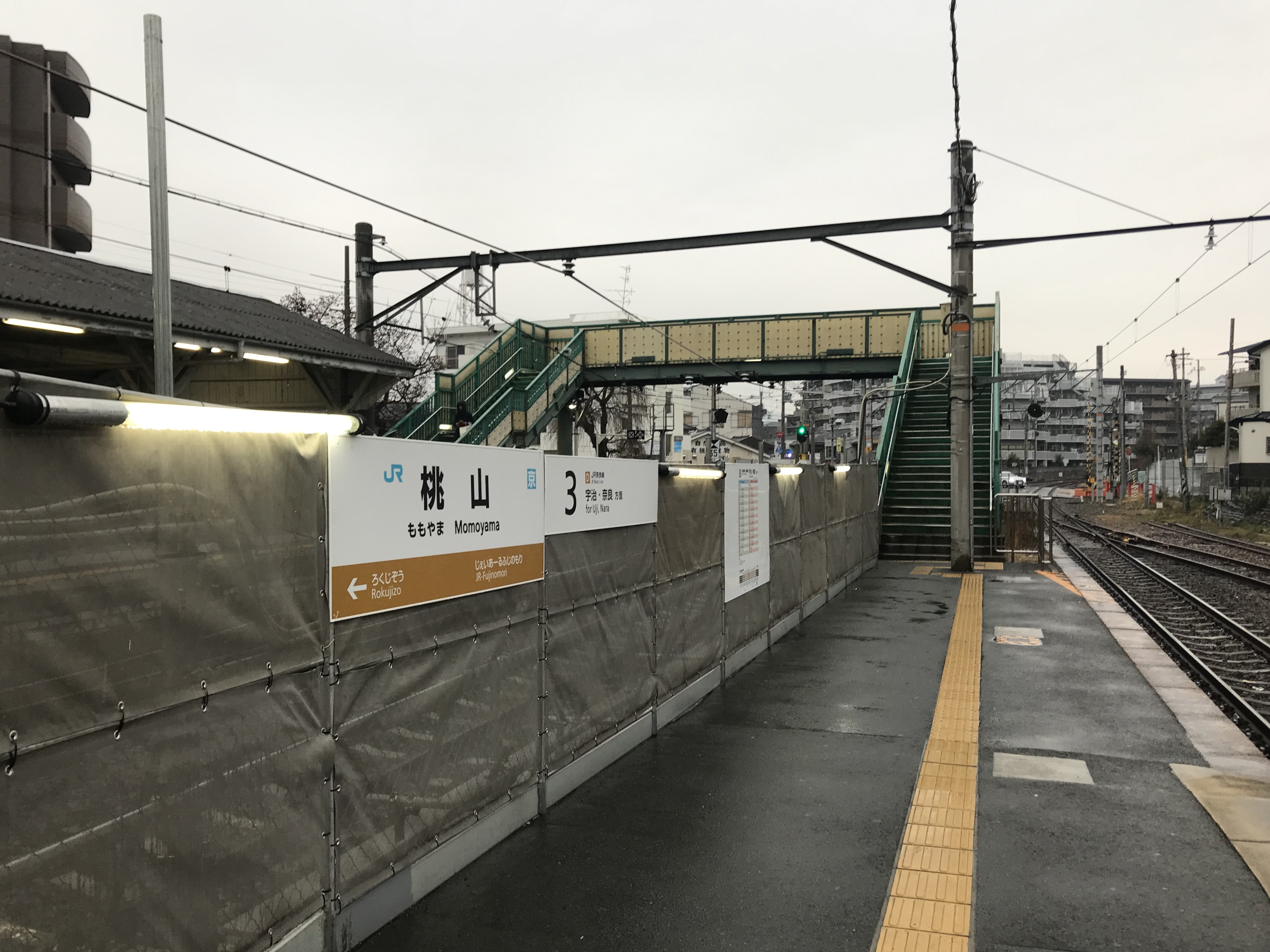
かつて存在した3番のりば（2019年2月）
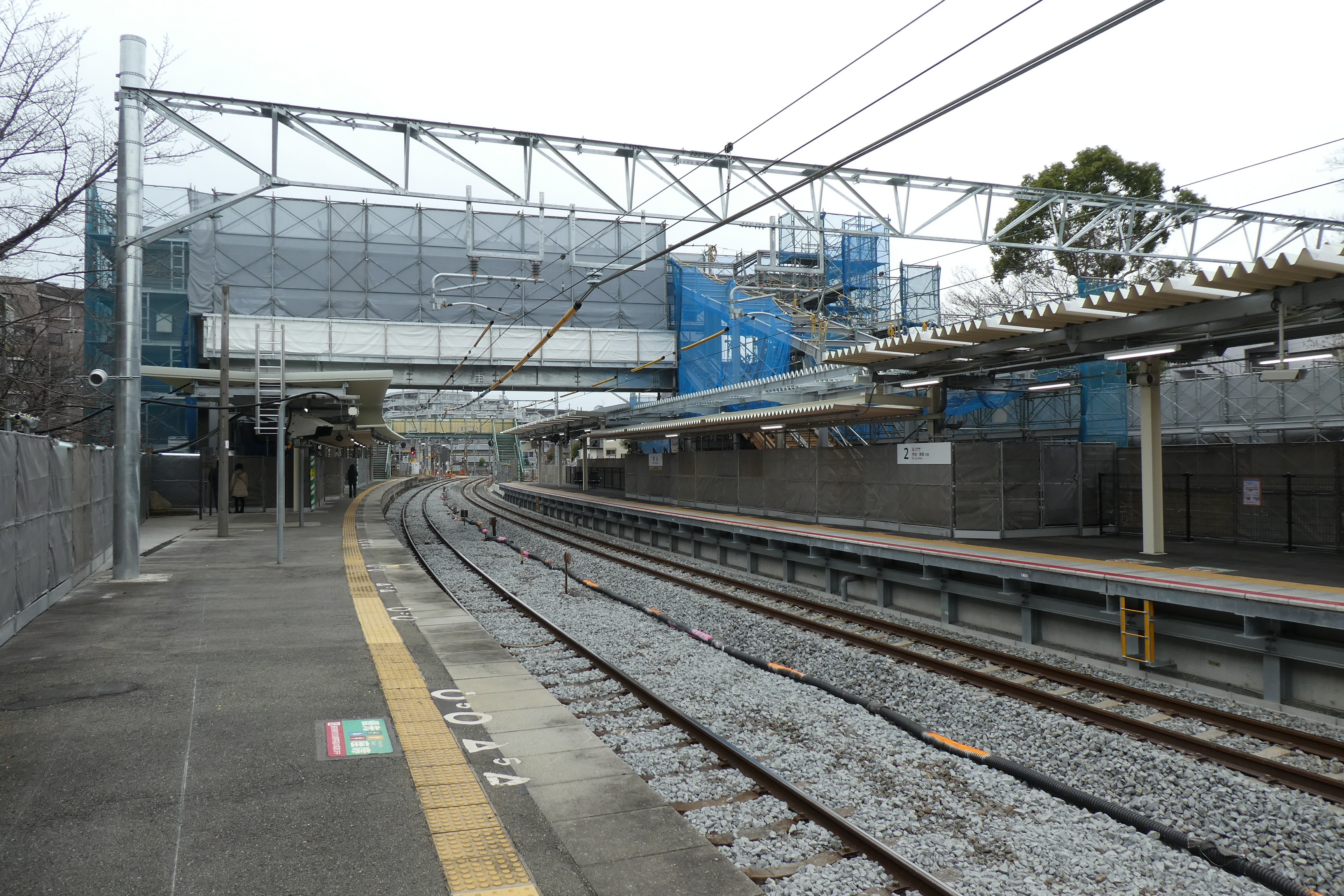
バリアフリー化工事中の桃山駅（2019年12月）

## 駅構造
単式2面2線のホームを持つ地上駅である。駅構内が大きくカーブしているため、快速列車などが通過する際は、減速（35km/h制限）して通過する。かつては単式・島式の複合型2面3線の構造であったが、バリアフリー化に伴い3番線が撤去されて現在に至る。
宇治駅が管理し、JR西日本交通サービスが駅業務を受託している業務委託駅である。ICOCA等のICカード乗車券が利用することができる。なお、当駅はJRの特定都区市内制度における「京都市内」の駅でもある。
2017年よりバリアフリー化工事が行われ、2020年度内にエレベーター、屋根付き跨線橋、多機能トイレが完成した。

### のりば
| のりば | 路線   | 方向 | 行先           |
| ------ | ------ | ---- | -------------- |
| 1      | 奈良線 | 上り | 京都方面       |
| 2      | 奈良線 | 下り | 宇治・奈良方面 |

- 駅本屋側単式ホームが1番のりば（上り本線）、跨線橋を渡って反対側のホームが2番のりば（下り本線）になっている。1番のりばは下り列車の入線も可能なことから、2022年5月21日から22日にかけて、奈良線複線化に伴う京都 - 当駅間の臨時列車は1番のりばで折り返し運転を行った。
- 2面3線のころは、1番のりばが上下待避線、2番のりばが上り本線、3番のりばが下り本線であった。多客期には、京都 - 当駅間での臨時列車が設定され、1番のりばでの折り返し運転が設定されていた。1番のりばの中ほどに「自動信号化1万km達成記念標識」がある。
- 貨物営業を行っていた当時は大手筋の踏切を挟んだ北側に貨物用のホームがあり、それに沿う形で貨物駅舎と積み下ろしのためのスペースがあった。伏見産の日本酒の輸送も行われていた。なお、貨物駅舎と積み下ろしスペースのあった場所には現在マンションが建っている。

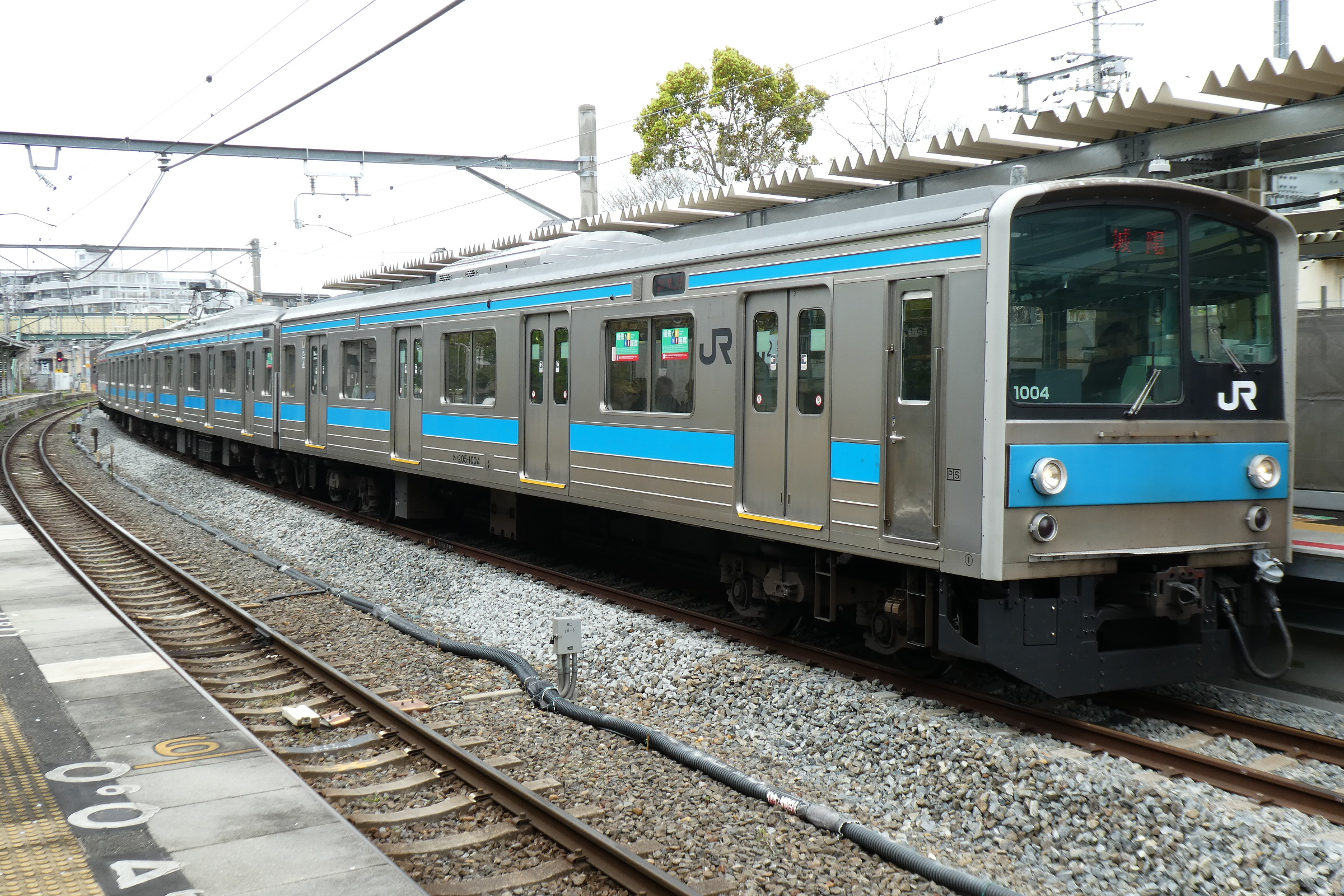
2番のりばに停車中の205系（2019年4月）
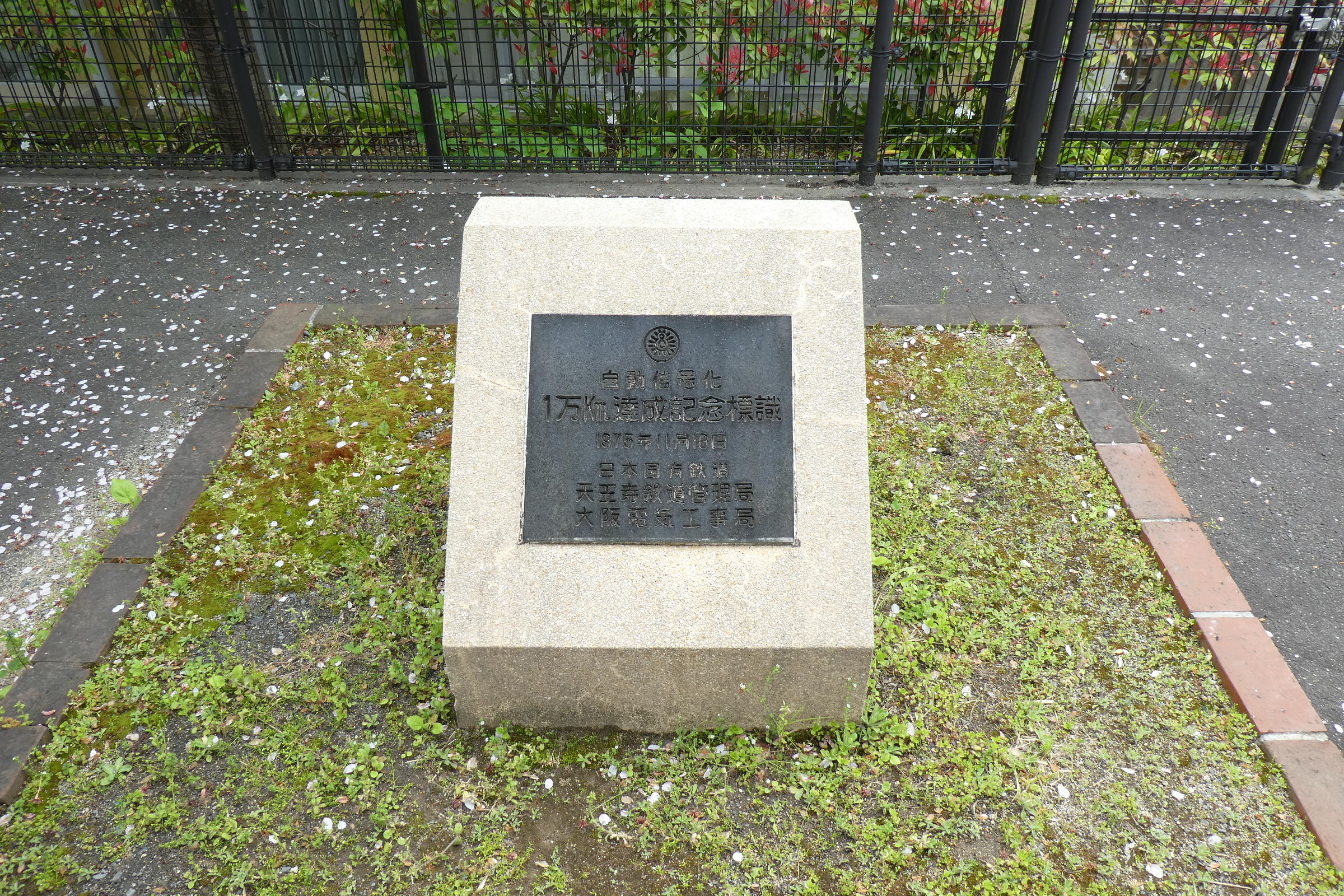
自動信号化1万km達成記念標識（2019年4月）
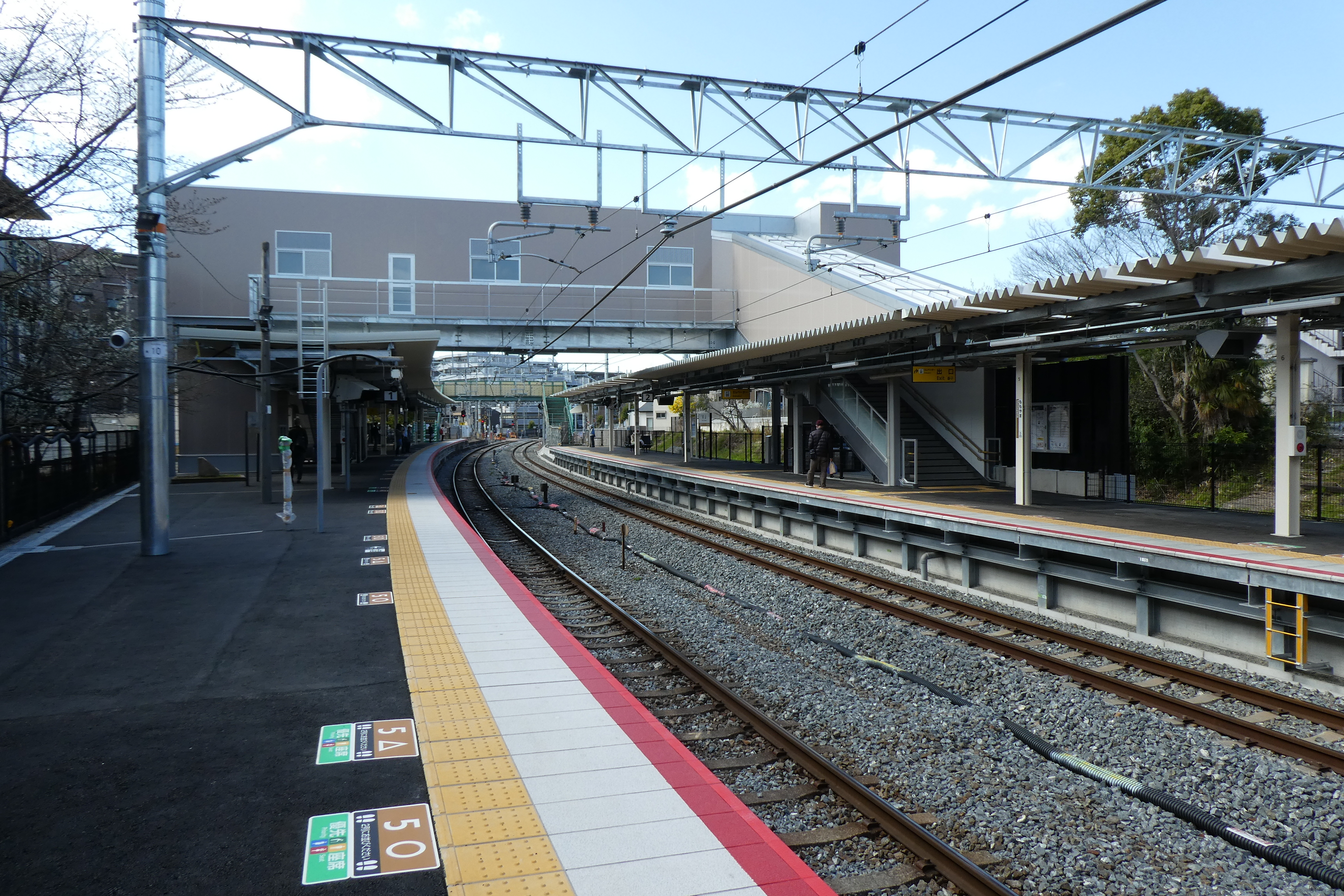
跨線橋（2020年3月）

## 利用状況
JR西日本の移動等円滑化取組報告書によれば、2023年度の1日当たりの利用者数は4,372人。京都府統計書によると、1日の平均乗車人員は以下の通りである。
| 年度   | 一日平均 乗車人員 |
| ------ | ----------------- |
| 1999年 | 1,375             |
| 2000年 | 1,460             |
| 2001年 | 1,586             |
| 2002年 | 1,622             |
| 2003年 | 1,677             |
| 2004年 | 1,734             |
| 2005年 | 1,759             |
| 2006年 | 1,732             |
| 2007年 | 1,730             |
| 2008年 | 1,699             |
| 2009年 | 1,781             |
| 2010年 | 1,784             |
| 2011年 | 1,891             |
| 2012年 | 1,985             |
| 2013年 | 2,063             |
| 2014年 | 2,038             |
| 2015年 | 2,087             |
| 2016年 | 2,079             |
| 2017年 | 2,123             |
| 2018年 | 2,082             |
| 2019年 | 2,098             |
| 2020年 | 1,721             |
| 2021年 | 1,866             |
| 2022年 | 2,044             |

### 年度別1日平均乗車人員（1930年代—1940年代）
各年度の1日平均乗車人員は下表の通り。
| 年度               | 1日平均 乗車人員 |
| ------------------ | ---------------- |
| 1931年（昭和06年） | 248              |
| 1932年（昭和07年） | 236              |
| 1933年（昭和08年） | 244              |
| 1934年（昭和09年） | 434              |
| 1935年（昭和10年） | 458              |
| 1936年（昭和11年） | 493              |
| 1937年（昭和12年） | 511              |
| 1938年（昭和13年） | 518              |
| 1939年（昭和14年） | 563              |
| 1940年（昭和15年） | 520              |
| 1941年（昭和16年） | 510              |

## 駅周辺
少し離れてはいるが、西に近鉄京都線の桃山御陵前駅、京阪本線の伏見桃山駅、南には京阪宇治線の観月橋駅がある。いずれも徒歩10分程度の距離がある。
- 伏見桃山陵
- 乃木神社
- 桃山善光寺
- 宝円寺
- 御香宮神社
- 京都府立桃山高等学校
- 京都市立桃山小学校
- 松本酒造
- 月桂冠大倉記念館
- 伏見十石船
- キザクラカッパカントリー
- 京都橘中学校・高等学校
- 伏見桃山郵便局
- 伏見簡易裁判所

## バス路線
御香宮前
- 京都市営バス
  - 南8系統：竹田駅東口 / 横大路車庫前

桃山
- 近鉄バス
  - 09番：竹田駅東口
  - 10番：向島駅前

京都橘高校
- 京阪バス
  - 直通9系統：丹波橋駅東 / 京都橘大学

## 隣の駅
西日本旅客鉄道（JR西日本）
 奈良線
■みやこ路快速・■快速・■区間快速
通過
■普通
JR藤森駅 (JR-D04) - 桃山駅 (JR-D05) - 六地蔵駅 (JR-D06)

### かつて存在した路線
鉄道省（国有鉄道）
奈良線（旧線）
伏見駅 - 桃山駅（ - 木幡駅）